# American Manufacturing Council
El American Manufacturing Council («Consejo de fabricación estadounidense» en español) era un grupo de prominentes jefes ejecutivos creados para asesorar al presidente de los Estados Unidos, Donald Trump, sobre las iniciativas de manufactura doméstica de los Estados Unidos. Fue presidido por Andrew N. Liveris, director ejecutivo de Dow Chemical Company.
Tras la retirada de varios miembros, Trump el 16 de agosto de 2017 disolvió el Consejo, así como el Strategic and Policy Forum. El propio Consejo había informado previamente al presidente que tenían la intención de desmantelarse por iniciativa propia.

## Miembros
Miembro hasta la disolución
| Nombre            | Título                   | Empresa                             | Estado de miembro                                                                                             |
| ----------------- | ------------------------ | ----------------------------------- | --- |
| William M. Brown  | Director ejecutivo       | Harris Corporation                  | Miembro hasta la disolución.                                                                                  |
| Michael Dell      | Director ejecutivo       | Dell Technologies                   | Miembro hasta la disolución.                                                                                  |
| John J. Ferriola  | Director ejecutivo       | Nucor                               | Miembro hasta la disolución.                                                                                  |
| Jeff M. Fettig    | Director ejecutivo       | Whirlpool Corporation               | Miembro hasta la disolución.                                                                                  |
| Mark Fields       | Exdirector ejecutivo     | Ford Motor Company                  | Renunció en mayo después de dejar Ford.                                                                       |
| Kenneth Frazier   | Director ejecutivo       | Merck & Co.                         | Renunció el 14 de agosto después de las declaraciones de Trump con respecto a los eventos en Charlottesville. |
| Alex Gorsky       | Director ejecutivo       | Johnson & Johnson                   | Renunció el 16 de agosto.                                                                                     |
| Gregory J. Hayes  | Director ejecutivo       | United Technologies Corporation     | Renunció el 16 de agosto.                                                                                     |
| Marillyn Hewson   | Directora ejecutivo      | Lockheed Martin                     | Miembro hasta la disolución.                                                                                  |
| Jeff Immelt       | Presidente               | General Electric                    | Renunció el 16 de agosto.                                                                                     |
| Jim Kamsickas     | Director ejecutivo       | Dana Incorporated                   | Miembro hasta la disolución.                                                                                  |
| Klaus Kleinfeld   | Exdirector ejecutivo     | Arconic                             | Renunció en abril después de dejar Arconic.                                                                   |
| Brian Krzanich    | Director ejecutivo       | Intel                               | Renunció el 14 de agosto.                                                                                     |
| Richard G. Kyle   | Director ejecutivo       | Timken Company                      | Miembro hasta la disolución.                                                                                  |
| Thea Lee          | Jefa de Personal Adjunta | AFL-CIO                             | Renunció el 15 de agosto después de las declaraciones de Trump con respecto a los eventos en Charlottesville. |
| Andrew N. Liveris | Director ejecutivo       | Dow Chemical Company                | Miembro hasta la disolución.                                                                                  |
| Mario Longhi      | Exdirector ejecutivo     | U.S. Steel                          | Renunció en junio después de retirarse de U.S. Steel.                                                         |
| Denise Morrison   | Directora ejecutiva      | Campbell Soup Company               | Renunció el 16 de agosto poco antes de la disolución.                                                         |
| Dennis Muilenburg | Director ejecutivo       | Boeing                              | Miembro hasta la disolución.                                                                                  |
| Elon Musk         | Director ejecutivo       | Tesla Motors                        | Renunció en junio debido a la salida de los Estados Unidos del Acuerdo de París.                              |
| Doug Oberhelman   | Presidente ejecutivo     | Caterpillar                         | Miembro hasta la disolución.                                                                                  |
| Scott Paul        | Presidente               | Alliance for American Manufacturing | Renunció el 15 de agosto.                                                                                     |
| Kevin Plank       | Director ejecutivo       | Under Armour                        | Renunció el 14 de agosto.                                                                                     |
| Michael B. Polk   | Director ejecutivo       | Newell Brands                       | Miembro hasta la disolución.                                                                                  |
| Mark Sutton       | Director ejecutivo       | International Paper                 | Miembro hasta la disolución.                                                                                  |
| Inge Thulin       | Director ejecutivo       | 3M                                  | Renunció el 16 de agosto poco antes de la disolución.                                                         |
| Richard Trumka    | Presidente               | AFL-CIO                             | Renunció el 15 de agosto.                                                                                     |
| Wendell Weeks     | Director ejecutivo       | Corning Inc.                        | Miembro hasta la disolución.                                                                                  |

## Renuncias

### Acuerdo de París
En junio de 2017, Elon Musk anunció su dimisión del consejo. Declaró que su salida del consejo era una respuesta directa a la salida de los Estados Unidos del Acuerdo de París.

### ManifestaciónUnite the Righten Charlottesville, Virginia
Siete ejecutivos dimitieron del consejo como resultado a la respuesta de Trump a la violencia en la manifestación Unite the Right en Charlottesville, Virginia, el 12 de agosto de 2017. Los primeros ejecutivos en renunciar fueron el director ejecutivo de Merck & Co., Kenneth Frazier; el director ejecutivo de Under Armour, Kevin Plank; y el director ejecutivo de Intel, Brian Krzanich. El 15 de agosto de 2017, Scott Paul, presidente de la Alianza para la Fabricación Estadounidense, también renunció. El mismo día, Richard Trumka y Thea Lee renunciaron, declarando que «no podemos sentarnos en un consejo para un presidente que tolera la intolerancia y el terrorismo doméstico».

## Disolución
Tras la retirada de los miembros, Stephen A. Schwarzman y los demás miembros decidieron disolver el Consejo durante una conferencia telefónica el 16 de agosto de 2017. Schwarzman llamó a Trump el mismo día para anunciar que habían decidido disolver el Consejo. Trump tuiteó poco después para decir que él y el grupo habían acordado disolver el Consejo, así como el Strategic and Policy Forum.